# 長泉寺 (本庄市)
長泉寺（ちょうせんじ）は、埼玉県本庄市にある曹洞宗の寺院。

## 歴史
1474年（文明4年）、関東管領上杉顕定の開基である。ただ「開基の位牌」とされる位牌は、2代後の関東管領上杉憲房のものであるため、実際の開基は憲房の可能性もある。
当寺は曹洞宗の修行道場とされ、最盛期は多くの修行僧が集っていた。かつての境内は、3万平方メートルもある大伽藍であった。しかし1842年（天保13年）の山火事で焼失してしまった。
1753年（宝暦3年）に当寺に植栽された樹齢650年の「骨波田のフジ」（こつはたのフジ）と呼ばれるフジがある。言い伝えによると、後に当寺の第19世住職となる仏国哲眼が、当寺に向かう途中、荷物の紐が切れてしまった。そこで辺りにあった古いフジの蔓を紐の代わりとした。到着した際に蔓は庭に捨てたが、それが根付いたのが「骨波田のフジ」の由来である。

## 文化財
- 骨波田のフジ（こつはたのフジ、埼玉県指定天然記念物 1959年（昭和34年）3月20日指定）[5]
推定樹齢650年以上で藤棚の広さは2000m2に及ぶ[4]。花房は1mから1m50cm。1991年5月に日本植物保護推進会議が行った調査によると、株周囲は牛島のフジ（国指定特別天然記念物）に次ぎ、他の国・県指定天然記念物よりはるかに大きく、枝の被覆面積は熊野のフジ（国指定天然記念物）に迫り、牛島のフジよりはるかに広がっている。花房の長さは牛島のフジには及ばないが、黒木のフジ（国指定天然記念物）や林泉寺のフジ（静岡県指定天然記念物）より長く、花色は美しく樹勢は良好とされている。また、「天然記念物保護保存への関心は、他のいずれよりも深く、しかも本樹は国指定天然記念物のフジに何ら遜色なく、比肩し得る物件であると思考する」とも評価されている[6]。これ以外に樹齢350年と250年の藤もあり、藤の種類は8種、8棚に分かれていて、濃藤色、淡藤色、ピンク色、白色の4色の藤が咲き誇る境内の藤棚の総面積は2500m2に及ぶ[7]。

## 交通アクセス・来園案内
- 本庄児玉ICより車で21分。
- 普段の入園料は無料だが、フジの開花期には開花状況により中学生以上の入園料が300円から600円の間で変動する（小学生以下は無料）。開園時間は8時から18時まで[6]。